# Cruesa
La Cruesa (23) (en occità: Cruesa o Crosa; en francès: Creuse) és un departament francès situat a la regió de Nova Aquitània. Una part és de llengua occitana; per tant, constituent d'Occitània.

## Demografia
| 1801    | 1831    | 1841    | 1851    | 1856    | 1861    | 1866    |
| ------- | ------- | ------- | ------- | ------- | ------- | ------- |
| 218.041 | 265.384 | 278.029 | 287.075 | 278.889 | 270.055 | 274.057 |
| 1872    | 1876    | 1881    | 1886    | 1891    | 1896    | 1901    |
| 274.663 | 278.423 | 278.782 | 284.942 | 284.660 | 279.366 | 277.831 |
| 1906    | 1911    | 1921    | 1926    | 1931    | 1936    | 1946    |
| 274.094 | 266.235 | 228.244 | 219.148 | 207.882 | 201.844 | 188.669 |
| 1954    | 1962    | 1968    | 1975    | 1982    | 1990    | 1999    |
| 172.702 | 163.515 | 156.876 | 146.214 | 139.968 | 131.349 | 124.470 |